# Душан Вергаш
Душан Вергаш (Широка Ријека, код Војнића, 20. април 1910 — Тоуњски Тржић, код Слуња, 15. јун 1942), учесник Народноослободилачке борбе и народни херој Југославије.

## Биографија
Рођен је 20. априла 1910. године у Широкој Ријеци код Војнића, у сиромашној сељачкој породици. Основну школу завршио је у Крстињи. До одслужења војног рока и после тога, радио је као дрвосеча на Петровој гори.
У првим данима након проглашења Независне Државе Хрватске 1941, са својим сусељанима се склањао од усташа. Јула 1941, отишао је на Петрову гору и одржао говор пред великим бројем избеглица о потреби оружане борбе свих народа против окупатора и домаћих сарадника. Истог дана, био је изабран за команданта устаничког батаљона. Дана 2. августа, предводио је напад батаљона на усташе и домобране, који су ишли из Велике Кладуше у правцу српских села с циљем да пљачкају и убијају. Душан је убрзо постао командир партизанског одреда „Широка Ријека“.
Октобра 1941, одред је бројчано ојачао и постао Трећа чета Другог кордунашког одреда, а деловао је на подручју Крстиње, Велике Кладуше и Цетинграда. Убрзо после тога, постао је члан Комунистичке партије Југославије. Душанова чета вршила је заседе, изненадне нападе и отимала оружје непријатељу. У борбама код Вељуна и Благаја, борци чете успели су да заплене једанаест пушака и пушкомитраљеза, а у борби код Раковице било је заробљено 45 италијанских војника с оружјем и опремом.
Године 1942, у мартовској усташко-домобранској офанзиви на Петрову гору, Душанова чета је из заседе разбила непријатељску колону и тако допринела спашавању становништва. Маја исте године, 730 партизана и више од 10.000 жена, деце и стараца нашло се у усташко-домобранском обручу на Петровој гори. Душан и његова чета учествовали су у пробоју обруча и, после вишедневних борби, пробили се у смеру села Перна, омогућивши тиме спас великом броју жена и деце.
У јуну, чета је водила више успешних битака против непријатеља у околини Слуња и Огулина. Душан Вергаш је погинуо у борби против усташко-домобранске посаде у селу Тоуњски Тржић, 15. јуна 1942. године.
Касније је Други батаљон Друге бригаде Осме кордунашке ударне дивизије носио име по њему.
Указом Президијума Народне скупштине Федеративне Народне Републике Југославије, 20. децембра 1951. године, проглашен је за народног хероја.